# Паламарчук Валерій Сергійович
Валерій Сергійович Паламарчук (рос. Валерий Сергеевич Паламарчук; 4 січня 1985, Гусєв, РРФСР — 9 серпня 2022, Гракове, Україна) — російський офіцер, старший лейтенант ЗС РФ. Герой Російської Федерації.

## Біографія
Закінчив з відзнакою Гусєвську загальноосвітню школу №1, після чого вступив на юридичний факультет Балтійського федерального університету. Під час навчання брав академічну відпустку, щоб пройти строкову службу в ЗС РФ. Після закінчення університету працював вчителем історії та суспільствознавства в школі Калінінського, потім — слідчим Управління МВС по Калінінградській області.
В 2015 році підписав контракт і був зарахований в танковий підрозділ Західного військового округу. В 2016 році закінчив Казанське вище танкове командне училище, після чого служив командиром танка Т-72 в рідному Гусєві. З 2019 року служив в 11-му танковому полку 18-ї мотострілецької дивізії 11-го армійського корпусу.
З березня 2022 року брав участь у вторгненні в Україну, командир танкового взводу танкової роти 7-го окремого мотострілецького полку. 9 серпня під час бою був важко поранений осколками артилерійського снаряду і того ж дня помер у шпиталі. 22 серпня був похований в Гусєві.

## Сім'я
Був одружений, мав трьох дітей.

## Нагороди
- Медалі
- Орден Мужності
- Звання «Герой Російської Федерації» (15 жовтня 2022, посмертно) — «за мужність і героїзм, проявлені під час виконання військового обов'язку.» 3 листопада медаль «Золота зірка» була передана вдові Паламарчука командувачем Балтійським флотом віцеадміралом Віктором Ліїною і губернатором Калінінградської області Антоном Аліхановим.[1]